# Barutsche
Die Barutsche (auch Birutsche, wienerisch Pirutsch, von ital. barroccio) ist ein zweirädriger leichter offener Pferdewagen. Als Pirutschade wurden in der österreichischen Hofsprache Spazierfahrten der kaiserlichen Familie und ihrer Gäste in den Parks von Schönbrunn oder Laxenburg bezeichnet.